# Confessions (Buckcherry)
| Recensione    | Giudizio |
| ------------- | -------- |
| Allmusic      | [ 1 ]    |
| Metacritic    | 62/100   |
| Sputnik Music | 2.6/5    |

Confessions è il sesto album in studio del gruppo hard rock statunitense Buckcherry, pubblicato il 19 febbraio 2013 dalla Century Media Records.

## Tracce
1. Gluttony – 2:41 (Josh Todd, Keith Nelson)
2. Wrath – 3:53 (Todd, Nelson, James Ashhurst)
3. Nothing Left But Tears – 3:12 (Todd, Nelson, Ashhurst)
4. The Truth – 4:05 (Todd, Nelson, Marti Frederiksen)
5. Greed – 4:22 (Todd, Nelson)
6. Water – 4:38 (Todd, Nelson, Ashhurst)
7. Seven Ways To Die – 3:53 (Todd, Nelson)
8. Air – 4:14 (Todd, Nelson, Ashhurst, Frederiksen)
9. Sloth – 4:03 (Todd, Nelson)
10. Pride – 4:34 (Todd, Nelson, Ashhurst)
11. Envy – 4:16 (Todd, Nelson, Ashhurst, Steve Dacanay)
12. Lust – 3:32 (Todd, Nelson, Dacanay)
13. Dreamin' of You – 3:21 (Todd, Nelson, Frederiksen)

Tracce bonus della Deluxe Edition
1. Give 'Em What They Want
2. When the Fire Starts

Tracce bonus della iTunes Deluxe Edition
1. Gluttony (Radio Edit) – 2:44
2. Gluttony (Music Video) – 2:44
3. Making of Gluttony – 3:54

Traccia bonus disponibile solo in download digitale durante il Record Store Day
1. Greed (Demo Version) – 4:30

Tracce bonus dell'edizione giapponese
1. Wherever I Go – 4:13
2. Rescue Me (Live) – 3:48

Deluxe Edition DVD
1. The Story Behind "Confessions"
2. Gluttony (Official Music Video)
3. On the Set: Gluttony Video Shoot
4. Gluttony (Official Lyric Video)

## Formazione
- Josh Todd – voce
- Keith Nelson – chitarra solista, cori
- Stevie D. – chitarra ritmica, cori
- Jimmy "Two Fingers" Ashhurst – basso, cori
- Xavier Muriel – batteria, percussioni